# Lucyna Kwaśniewska
Lucyna Kwaśniewska, z d. Kuśnierz (ur. 11 lutego 1960) – polska siatkarka, mistrzyni i reprezentantka Polski, wicemistrzyni Niemiec i Belgii.

## Życiorys
W reprezentacji Polski debiutowała 14 czerwca 1978 w towarzyskim spotkaniu z RFN. Wystąpiła na mistrzostwach świata w 1978 (11 m.) oraz trzykrotnie na mistrzostwach Europy (1981 – 5 m., 1983 – 9 m., 1985 – 7 m.). Zakończyła karierę reprezentacyjną meczem mistrzostw Europy z Węgrami – 6 października 1985. Łącznie w I reprezentacji Polski wystąpiła w 167 spotkaniach, w tym 137 oficjalnych.
Była wychowanką klubu Wisła Kraków, w barwach którego debiutowała w I lidze w sezonie 1974/1975. Z krakowskim klubem zdobyła dwukrotnie mistrzostwo Polski (1982 i 1984) oraz czterokrotnie wicemistrzostwo Polski (1976, 1977, 1981, 1985). Od 1986 grała w klubach belgijskich (Kortrijk – 1986–1988, 1989–1990, Dauphines Charleroi – 1990–1997), zdobywając wicemistrzostwo Belgii w 1987 i 1995, a także niemieckim Bayer Lohhof (1988/1989), z którym zdobyła wicemistrzostwo Niemiec w 1989. W latach 1997–2001 ponownie występowała w Wiśle Kraków.